# Megadontosuchus arduini
Megadontosuchus arduini è un coccodrillo estinto, vissuto nell'Eocene medio (Luteziano, circa 50 milioni di anni fa). I suoi resti sono stati ritrovati in Italia, nei pressi di Verona, sul Monte Duello.

## Descrizione
Di grandi dimensioni (il solo cranio era lungo circa sessanta centimetri), questo coccodrillo possedeva una testa allungata e robusta, vagamente simile a quella del falso gaviale attuale (Tomistoma schlegelii). Il rostro del megadontosuco si assottigliava nella parte anteriore, ma conservava una struttura piuttosto robusta ed era armato di grossi denti conici (da qui il nome Megadontosuchus, che significa “coccodrillo dai grandi denti”).

## Classificazione

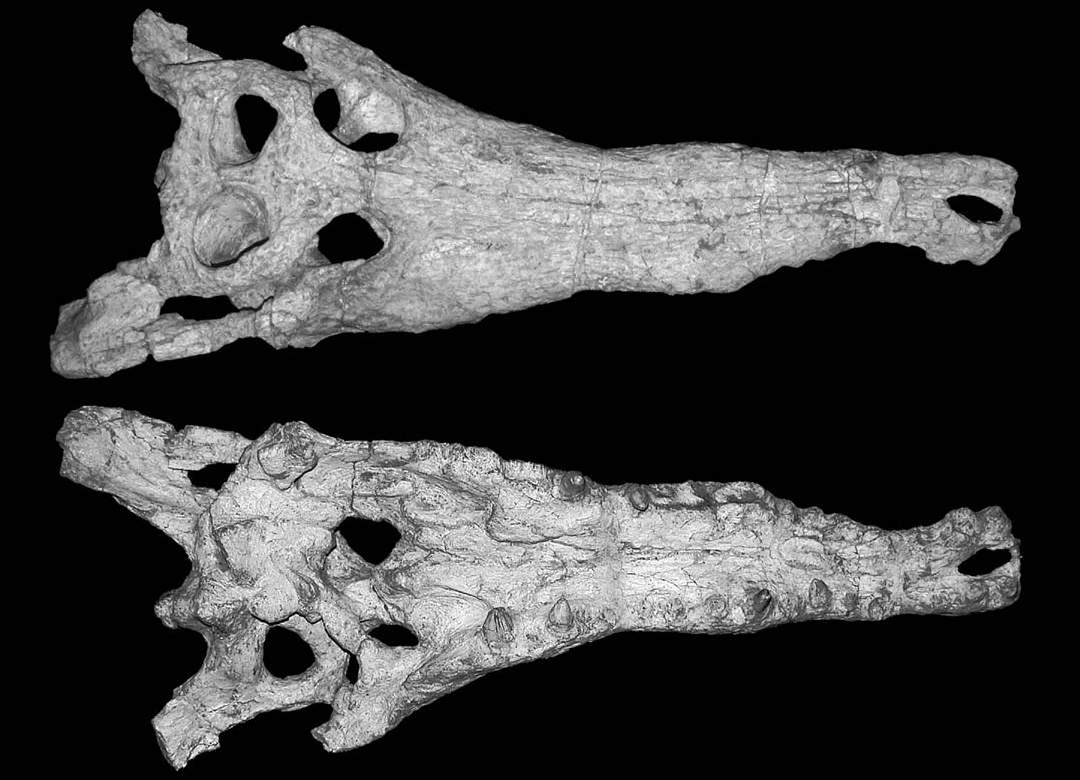
Cranio di Megadontosuchus in vista ventrale e dorsale

Descritto per la prima volta da Achille De Zigno nel 1880 sotto il nome di Crocodylus arduini, questo animale fu in seguito riconosciuto come un appartenente a un genere a parte (Mook, 1955). Le recenti analisi filogenetiche hanno indicato che il megadontosuco era un rappresentante dei tomistomini, una sottofamiglia di coccodrilli attualmente rappresentata solo dal falso gaviale (Tomistoma schlegelii), ma che nel corso del Cenozoico ebbe una notevole diffusione in Europa, Nordamerica, Asia e Africa. In particolare, secondo lo studio di Piras et al. (2007), sembra che il megadontosuco occupasse una posizione più evoluta delle forme più primitive del gruppo, come Kentisuchus e Dollosuchus, ma fosse meno derivato rispetto a Gavialosuchus e Tomistoma.